# Іванов Артем Володимирович
Арте́м Володи́мирович Івано́в (нар. 16 грудня 1987, м. Дніпропетровськ, СРСР) — український важкоатлет, дворазовий срібний призер чемпіонату світу, срібний призер чемпіонату Європи з важкої атлетики. Учасник Олімпійських ігор (2008). Рекордсмен України за сумою двох вправ. Заслужений майстер спорту.

## Біографія
Артем Іванов народився на Дніпропетровщині в родині шахтаря, потім жив та навчався на Донбасі у містечку Селидове. Там же й розпочав заняття важкою атлетикою під орудою Віктора Гулака. У 2002 році Артем почав займатися у Вищому училищі олімпійського резерву в Красноліссі та співпрацювати з новим наставником — Михайлом Заргаряном.
Перші серйозні успіхи прийшли до Іванова у 2007 році, коли він став переможцем чемпіонату світу з важкої атлетики серед юнаків у ваговій категорії до 94 кг. Того ж року він вперше взяв участь у дорослому чемпіонаті світу (у ваговій категорії до 105 кг), проте посів аж 20-те місцем з результатом 365 кг (169+196).
Наступного року молодого спортсмена чекало випробування Олімпійськими іграми у Пекіні. У ваговій категорії до 94 кг Артем Іванов посів 11 місце, значно покращивши свої торішні показники — 380 кг (170+210). Проте цього виявилося замало, аби увірватися до еліти світової важкої атлетики.
На чемпіонаті світу 2009 у Південній Кореї український важкоатлет показав другий результат у ривку, підійнявши 180 кг, однак у поштовху йому не до снаги виявилася навіть базова вага. Втім, наступного року Іванов зумів у повній мірі реабілітуватися, здобувши «срібло» як на чемпіонаті світу, так і на чемпіонаті Європи. Причому на світовій першості він продемонстрував значно кращий результат, ніж у континентальному — 402 кг (185+217) проти 383 кг (180+203).
2011 рік міг нарешті стати для спортсмена золотим. Втім, на чемпіонаті світу він зайняв друге місце, поступившись своєму супернику лише за показником особистої ваги, який у Артема був більшим. І Іванов, і Ілля Ільїн з Казахстану підійняли однакову вагу — 407 кг (186+221 у Іванова).
Напередодні Олімпійських ігор у Лондоні букмекери вважали Артема одним з головних претендентів на перемогу у ваговій категорії до 94 кг. Однак, надіям українських вболівальників та самого спортсмена не довелося справдитися — за 20 днів до початку Артем Іванов отримав травму на тренуванні та змушений був пропустити головні змагання чотириріччя.
Артем Іванов — випускник Харківської академії фізичної культури, аспірант кафедри циклічних видів спорту. Після закінчення академії вступив до Таврійського національного університету імені Вернадського на факультет управління за спеціальністю «Менеджмент».

## Досягнення
- Чемпіон світу серед юнаків (1): 2007
- Віце-чемпіон світу (2): 2010, 2011
- Срібний призер чемпіонату Європи (1): 2010